# Meiothecium congolense
Meiothecium congolense là một loài Rêu trong họ Sematophyllaceae. Loài này được (Cardot) Dixon mô tả khoa học đầu tiên năm 1929.